# Monaster Ipatiewski w Kostromie

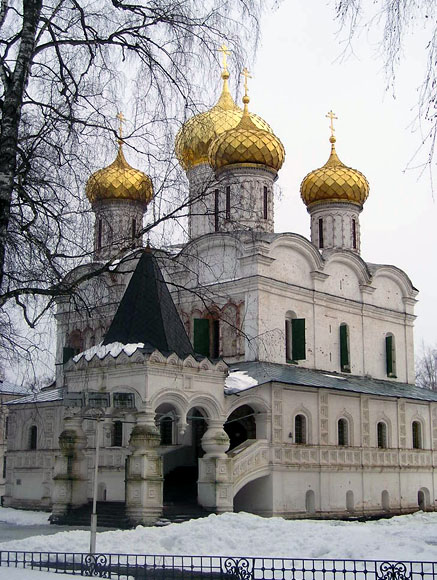
Sobór Św. Trójcy w obrębie Monasteru Ipatiewskiego w Kostromie

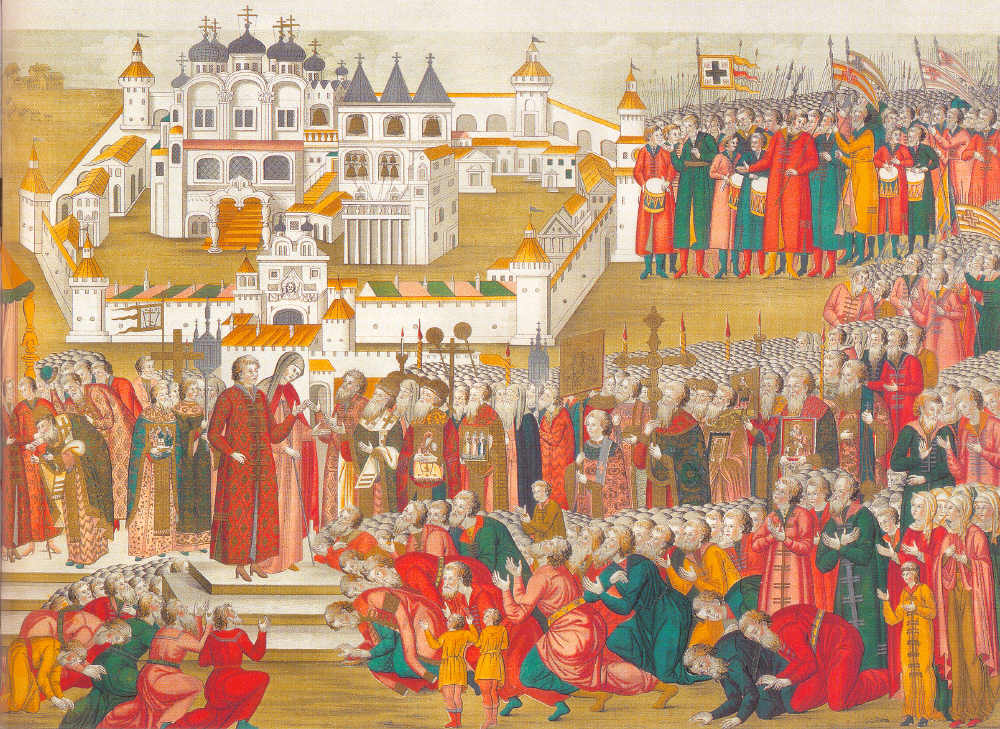
Tłum zgromadzony przed Monasterem Ipatiewskim prosi matkę Michaiła Romanowa, by pozwoliła mu wyjechać do Moskwy na koronację carską, obraz z 1673

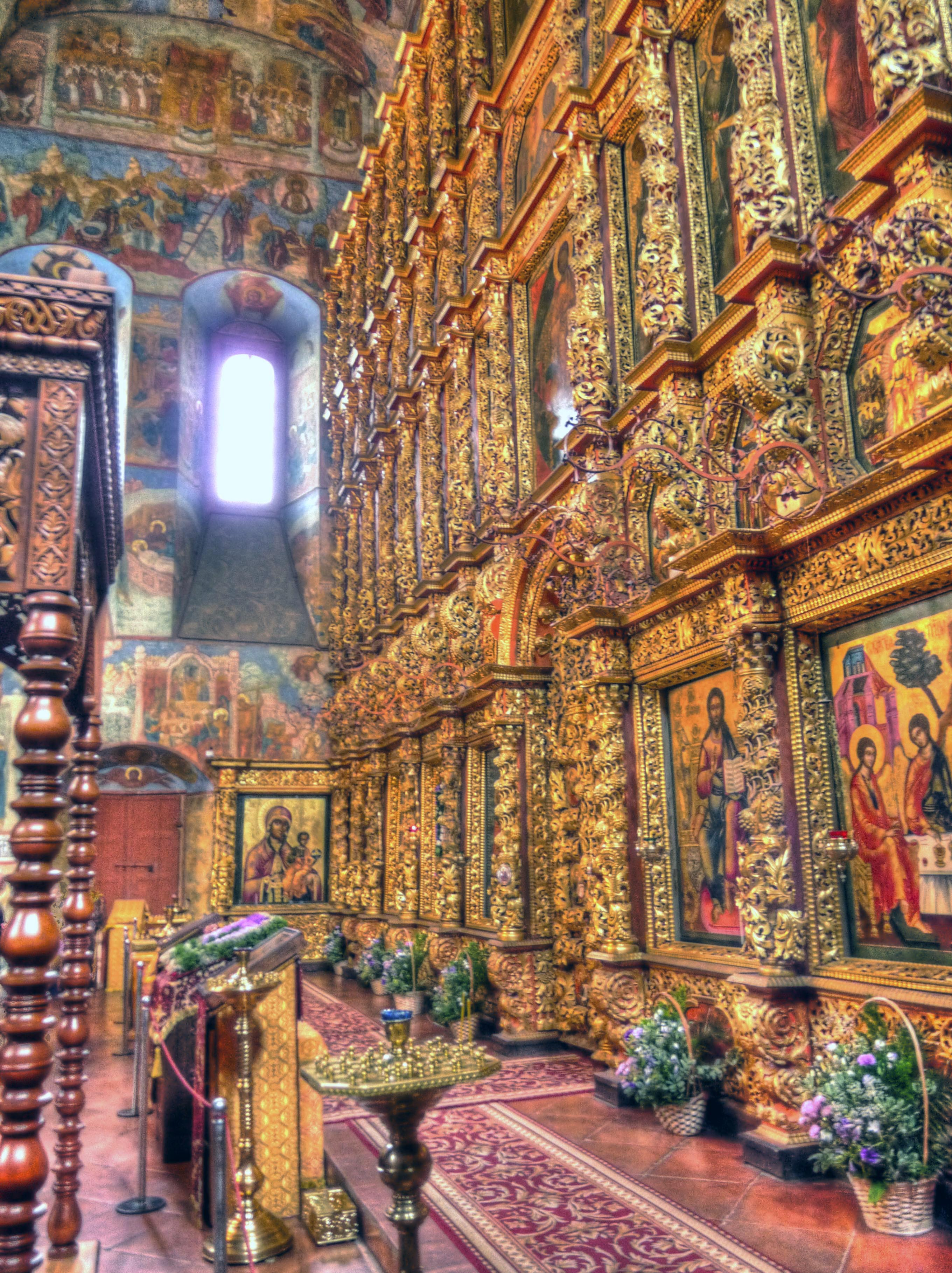
Wnętrze

Monaster Ipatiewski (ros. Ипатьевский монастырь, Свято-Троицкий Ипатьевский монастырь) – prawosławny męski klasztor pod wezwaniem Świętej Trójcy i św. Hipacego, położony nad brzegiem rzeki Kostromy w pobliżu miasta Kostroma. Należy do Złotego Pierścienia Rosji. Od nazwy monasteru pochodzi określenie znalezionego w nim Latopisu ipatijewskiego. Klasztor podlega eparchii kostromskiej Rosyjskiego Kościoła Prawosławnego.

## Historia
Według prawosławnej tradycji, zapisanej w 4 ćw. XVI w. w „Opowieści o Czecie”, monaster został założony ok. 1330 przez tatarskiego księcia Czeta, który ciężko chory nawrócił się na chrześcijaństwo i w podzięce za wyzdrowienie ufundował cerkiew, przy której powstała wspólnota monastyczna. Legendę tę uważa się jednak za całkowicie pozbawioną historycznych podstaw.
W latach 1433–1435 w klasztorze przebywał wielki książę Wasilij II. Monaster był wówczas jednym z ważniejszych centrów kulturalnych i artystycznych w Księstwie Moskiewskim. W wieku XVI klasztor został rozbudowany, powstała wówczas zachowana do dziś cerkiew św. Trójcy oraz główna brama według projektu Konstantyna Thona. 
Wiosną 1609 zabudowania klasztorne zajął drugi z Dymitrów Samozwańców, jesienią tego samego roku armia moskiewska odbiła monaster. 14 marca 1613 Michaił Romanow, ukrywający się w Monasterze Ipatiewskim, został wybrany na nowego cara rosyjskiego. Po rewolucji październikowej monaster został zamknięty, przed rozbiórką uratowało go uznanie za zabytek o wysokiej wartości artystycznej i historycznej oraz adaptacja na muzeum po II wojnie światowej. Rozebrana została jedynie jedna z cerkwi klasztornych. 
Po upadku ZSRR, mimo protestów historyków (muzeum należało do największych w Rosji, posiadając ponad 400 tys. eksponatów), monaster został zwrócony prawosławnym i po zakończeniu prac konserwatorskich i restauracyjnych ma ponownie zostać konsekrowany. Odbudowana cerkiew będzie nosiła wezwanie Świętych Męczenników Romanowów.

## Architektura
Najważniejszym zabytkiem zespołu klasztornego jest sobór Św. Trójcy. Został on wzniesiony w 1652 na miejscu wcześniejszej katedry, zniszczonej w XVII w. przez wybuch prochu. We wnętrzu zachował się barokowy ikonostas z 80 ikonami. Cerkiew reprezentuje styl staroruski ze złoconymi kopułami, arkadami i obramowaniami okien. Oprócz tej świątyni na terenie klasztoru znajdują się również cerkwie Matki Bożej, Zbawiciela i Przemienienia.
Osobnym gmachem są pomieszczenia mieszkalne zakonników oraz komnaty Romanowych, położone na pierwszym piętrze klasztoru.